# هاينز فيرنر (عسكري)
هاينز فيرنر (بالألمانية: Heinz Werner)‏ هو عسكري ألماني، ولد في 2 ديسمبر 1917 في برلين في ألمانيا، وتوفي في 8 أغسطس 1978 في إسن في ألمانيا.